# Пајонир Вилиџ (Кентаки)
Пајонир Вилиџ (енгл. Pioneer Village) град је у америчкој савезној држави Кентаки.

## Демографија
По попису из 2010. године број становника је 2.030, што је 525 (-20,5%) становника мање него 2000. године.
| Група             | 2000.         | 2010.         |
| Белци             | 2.497 (97,7%) | 1.967 (96,9%) |
| Афроамериканци    | 7 (0,3%)      | 6 (0,3%)      |
| Азијати           | 19 (0,7%)     | 4 (0,2%)      |
| Хиспаноамериканци | 15 (0,6%)     | 31 (1,5%)     |
| Укупно            | 2.555         | 2.030         |